# Masacre de Gómez Palacio
La Masacre de Gómez Palacio de 2010 fue un crimen cometido por reos del Centro de Readaptación Social de Gómez Palacio, Durango, que con el permiso de las autoridades carcelarias salieron la noche el 18 de julio de 2010 con armas y vehículos oficiales con dirección a la Quinta Italia Inn, ubicada en terrenos del ejido San Luis de Torreón, Coahuila, donde dispararon contra un festejo de cumpleaños, dejando un saldo de 18 personas muertas y 18 heridas. Los delincuentes cumplían sus ejecuciones como parte de ajustes de cuentas contra integrantes de bandas rivales vinculadas con la delincuencia organizada.

## Hechos anteriores
Anteriormente en la misma ciudad, estos mismos reos dispararon contra clientes de un bar el 31 de enero, donde 10 hizos murieron, y el 16 de mayo contra otro bar, falleciendo 8 hombres y mujeres. Los reos salían del CERESO para cumplir venganzas por encargo, utilizando vehículos oficiales para su traslado y ocupando armas de sus custodios para cometer los crímenes. Posteriormente, circuló un video en YouTube en donde presuntos integrantes de Los Zetas interrogan a Rodolfo Nájera Ortíz, un policía de Lerdo que días antes había sido declarado desaparecido por sus familiares junto con otros 3 compañeros. En dicho video, dijo trabajar para el "Pirata", jefe de los puchadores de Lerdo, Durango, y narra los hechos cometidos en las 3 masacres, culpando a los reos del CERESO que con permiso de la directora salieron a cometer los crímenes.